# 线叶春兰
线叶春兰（学名：Cymbidium goeringii var. serratum）为兰科兰属下的一个变种。

## 扩展阅读
- 維基物種上的相關：线叶春兰